# Захаров, Леонид Агеевич
Леонид Агеевич Захаров (род. 1936) — строитель, бригадир, Герой Социалистического Труда (21.01.1981).
В 1974 г. бригадир слесарей-монтажников Алмалыкского монтажного управления «Промтехмонтаж» специализированного треста № 93 Министерства монтажных и специальных строительных работ Узбекской ССР, Ташкентская область Л.А.Захаров награждён орденом Трудового Красного Знамени.
В 1981 г. за выдающиеся производственные успехи, достигнутые при сооружении объектов комплекса по производству капролактама и сульфата аммония в Чирчикском производственном объединении «Электрохимпром» присвоено звание Героя Социалистического Труда Захарову Леониду Агеевичу — бригадиру слесарей-монтажников Алмалыкского монтажного управления «Промтехмонтаж» специализи¬рованного треста № 93 Министерства монтажных и специальных строительных работ Узбекской ССР.
В настоящее время живет в г.Малоярославец Калужской области.